# الخلاف
مسائل الخلاف یا الخلاف فی الاحکام معروف به خِلاف نام کتاب فقهی است اثر شیخ طوسی که در شش جلد منتشر شده‌است. در این کتاب به بیان مسائل فقهی اختلافی بین مذاهب اسلامی پرداخته شده‌است.

## هدف و انگیزه
شیخ طوسی در مقدمه کتاب هدف خود را از نگارش این مجموعه فقهی درخواست مردم آن زمان برای بیان اختلاف آراء و فتاوی فقیهان مسلمین و تبیین ادله آن مسائل به جهت انتخاب سخن شایسته‌تر بیان می‌کند.

## مباحث کتاب
شیخ طوسی در این کتاب به بیان حدود هفتاد مبحث از مواردی که در میان فقیهان مسلمین مورد اختلاف نظر و فتوی قرار گرفته‌است، پرداخته و سپس دلیل این فتاوی را بیان کرده‌است. این مباحث هر کدام شامل تعداد زیادی از مسائل گوناگون می‌باشد. به عنوان مثال نویسنده در مبحث حج به بیان ۳۶۱ مسئله و در مبحث بیع نیز به بیان ۳۲۱ مسئله اختلافی پرداخته‌است؛ بنابراین آن احکامی که مورد اتفاق فقیهان مذاهب اسلامی بوده، مثل اصل وجوب نماز، در این کتاب مطرح نمی‌شود.

## استفاده از قیاس و استحسان
علی‌رغم معتبر ندانستن قیاس و استحسان، شیخ طوسی برای اثبات بعضی از احکام فقهی شیعه به این دو دلیل برای پذیرش آن توسط فقیهان اهل سنت استدلال کرده‌است

## تصحیح
تصحیح این کتاب در سال ۱۳۶۲ منتشر و در مراسم کتاب سال جمهوری اسلامی ایران به‌عنوان کتاب برگزیده معرفی شد.